# Jonathan Bates
Jonathan Bates (* 1. November 1939 in Little Chart, Kent, England; † 31. Oktober 2008 in Esher, Surrey, England) war ein britischer Tontechniker.

## Leben
Bates, als jüngster Sohn des englischen Schriftstellers Herbert Ernest Bates geboren, wurde an der King’s School in Canterbury ausgebildet. Durch den Einfluss des mit seinem Vater befreundeten Regisseurs David Lean reifte im jungen Bates schon früh der Wunsch, im Filmgeschäft zu arbeiten.
Kurz nach seinem 16. Geburtstag arrangierte sein Vater für ihn ein Praktikum bei den Ealing Studios, wo er unter anderem den Tee für Alec Guinness bei den Dreharbeiten von Kapitän Seekrank zubereitete. Er blieb bis zur Schließung der Ealing Studios im Mai 1959 und arbeitete daraufhin als freiberuflicher Filmeditor.
Bei den Dreharbeiten zu … woher der Wind weht 1961 lernte er seine spätere Ehefrau kennen, ebenfalls als Filmeditor arbeitende Jennifer Thompson. Im darauffolgenden Jahre, im Alter von 22 Jahren, war er bei Endstation 13 Sahara erstmals als Tontechniker tätig; der Beginn einer vier Jahrzehnte dauernden Filmkarriere. In den 1960er Jahren arbeitete er unter anderem an Otto Premingers Bunny Lake ist verschwunden und dem Kriegsfilm  Agenten sterben einsam, 1971 wirkte er an Roman Polańskis Macbeth mit.
1972 begann mit Der junge Löwe eine lange Zusammenarbeit mit Richard Attenborough, Bates wirkte fürderhin an allen weiten Filmen Attenboroughs mit, darunter Chaplin, In Love and War und Grey Owl und der Schatz der Biber, und war für mehrere Filmpreise nominiert. Für Gandhi war er 1983 für den Oscar in der Kategorie Bester Ton
sowie für den BAFTA-Film-Award-Nominierung in der Kategorie Bester Ton nominiert. Nach einer weiteren Nominierung für den BAFTA Film Award für A Chorus Line 1986 erhielt er die Auszeichnung 1988 für Schrei nach Freiheit. 2007 kehrte er für Attenboroughs letzten Film Closing the Ring – Geheimnis der Vergangenheit noch einmal aus dem Ruhestand zurück.
Bates starb im Alter von 68 Jahren. Er hinterließ seine Frau, mit der er seit 1966 verheiratet war, sowie zwei Kinder. Der Schauspielerin Victoria Wicks ist seine Nichte.

## Filmografie (Auswahl)
- 1965: Die tollkühnen Männer in ihren fliegenden Kisten (Those Magnificent Men in Their Flying Machines or How I Flew from London to Paris in 25 Hours 11 Minutes)
- 1966: Die Rückkehr der glorreichen Sieben (Return of the Seven)
- 1968: Agenten sterben einsam (Where Eagles Dare)
- 1970: Stoßtrupp Gold (Kelly’s Heroes)
- 1973: Die Nacht der tausend Augen (Night Watch)
- 1974: Mord im Orient-Expreß (Murder on the Orient Express)
- 1976: Der Adler ist gelandet (The Eagle Has Landed)
- 1980: Flash Gordon
- 1982: Gandhi
- 1985: A Chorus Line
- 1987: Schrei nach Freiheit (Cry Freedom)
- 1988: Ein Fisch namens Wanda (A Fish Called Wanda)
- 1993: Der Mann ohne Gesicht (The Man Without a Face)
- 1998: Les Misérables
- 2002: Nicholas Nickleby

## Auszeichnungen
- 1983: Oscar-Nominierung in der Kategorie Bester Ton für Gandhi
- 1983: BAFTA-Film-Award-Nominierung in der Kategorie Bester Ton für Gandhi
- 1986: BAFTA-Film-Award-Nominierung in der Kategorie Bester Ton für A Chorus Line
- 1988: BAFTA Film Award in der Kategorie Bester Ton für Schrei nach Freiheit